# Allan Ebeling

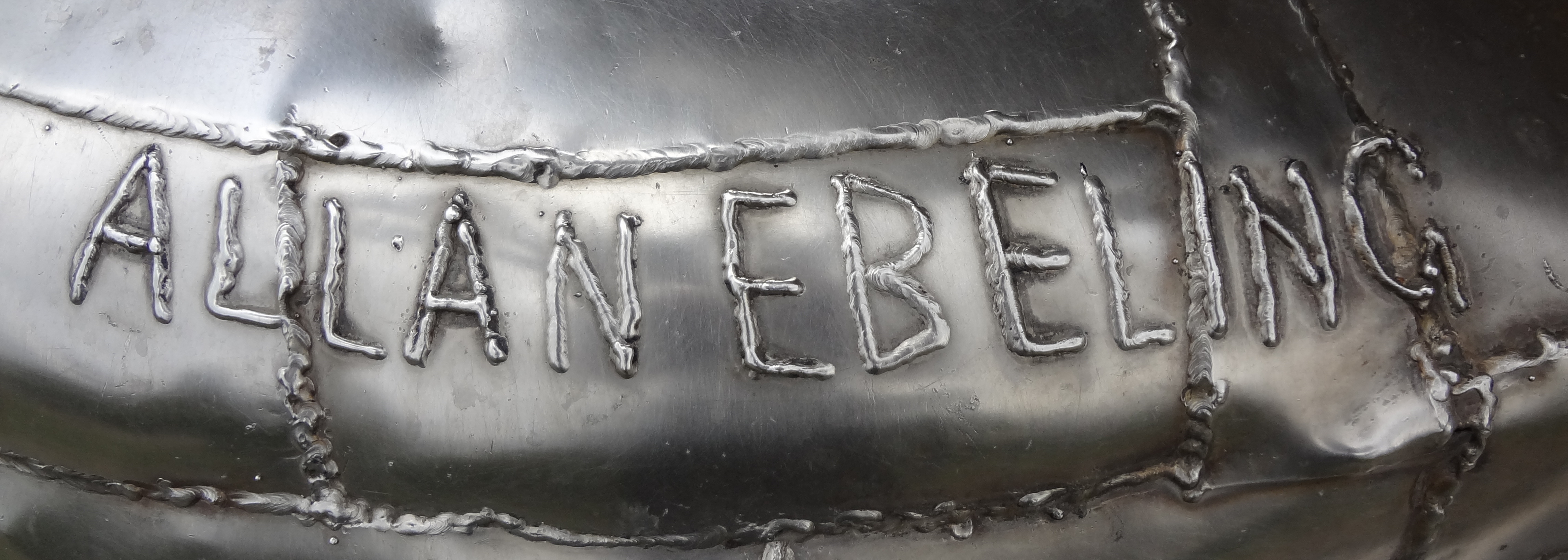
Allan Ebelings signatur på Harlekin vid Slagstaskolan i Eskilstuna

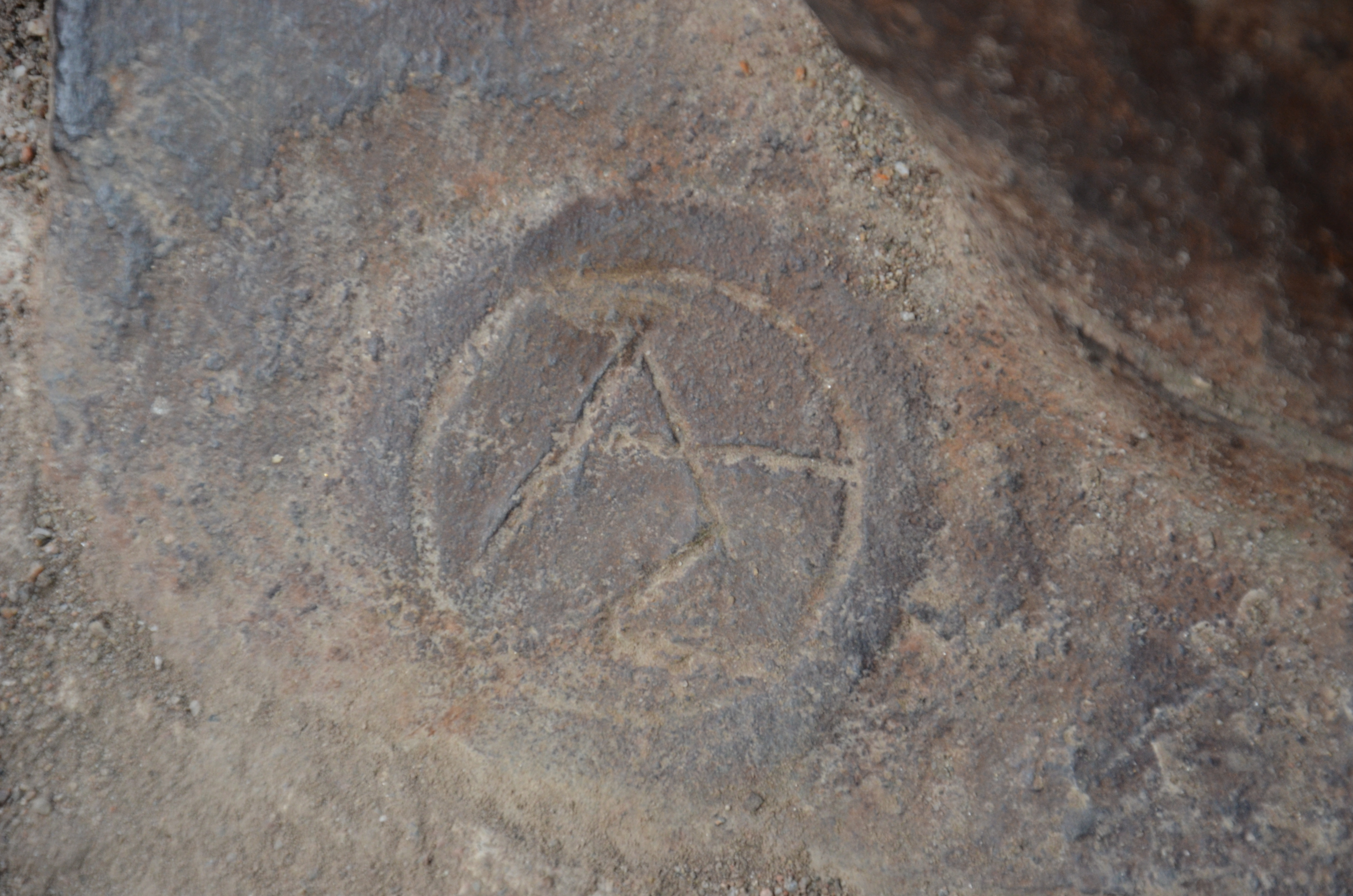
Allan Ebelings signatur på Fotbollsspelaren i Eskilstuna

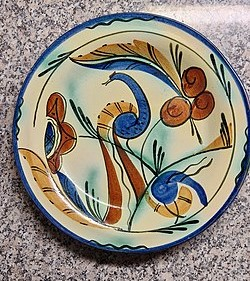
Fat, formgivet av Allan Ebeling för Bobergs fajansfabrik.

Allan Svante Ebeling född 30 juli 1897 i New York i USA, död 3 maj 1975 i Torshälla, var en svensk skulptör, bildkonstnär och keramiker.
Allan Ebeling hade svenska föräldrar och bodde som ung i USA och arbetade bland annat som reklamtecknare. 1921-1927 arbetade han vid Bobergs fajansfabrik och därefter 1928-1930 vid Upsala-Ekeby AB. Han flyttade som nybliven förälder till Torshälla på 1930-talet. Han bodde och var verksam som konstnär där fram till sin död. Allan fick fyra döttrar: Marianne, Harriet, Nadja och Karin.
I Torshälla finns bland andra Tors Bockar i  Torshällaån och Vattenbärerskan, som avtäcktes på Östra Torget i Torshälla vid stadens 650-årsjubileum 1967. I Eskilstuna finns gjutjärnsskulpturen Smederna på Fristadstorget. Ebelings skulpturer finns också på andra håll i landet, till exempel i Uppsala. Han är även representerad med keramik vid Nationalmuseum, Länsmuseet Gävleborg och på Prins Eugens Waldemarsudde.
Ebelingmuseet i Torshälla invigdes 1997, efter en donation från konstnärens familj.

## Bildgalleri

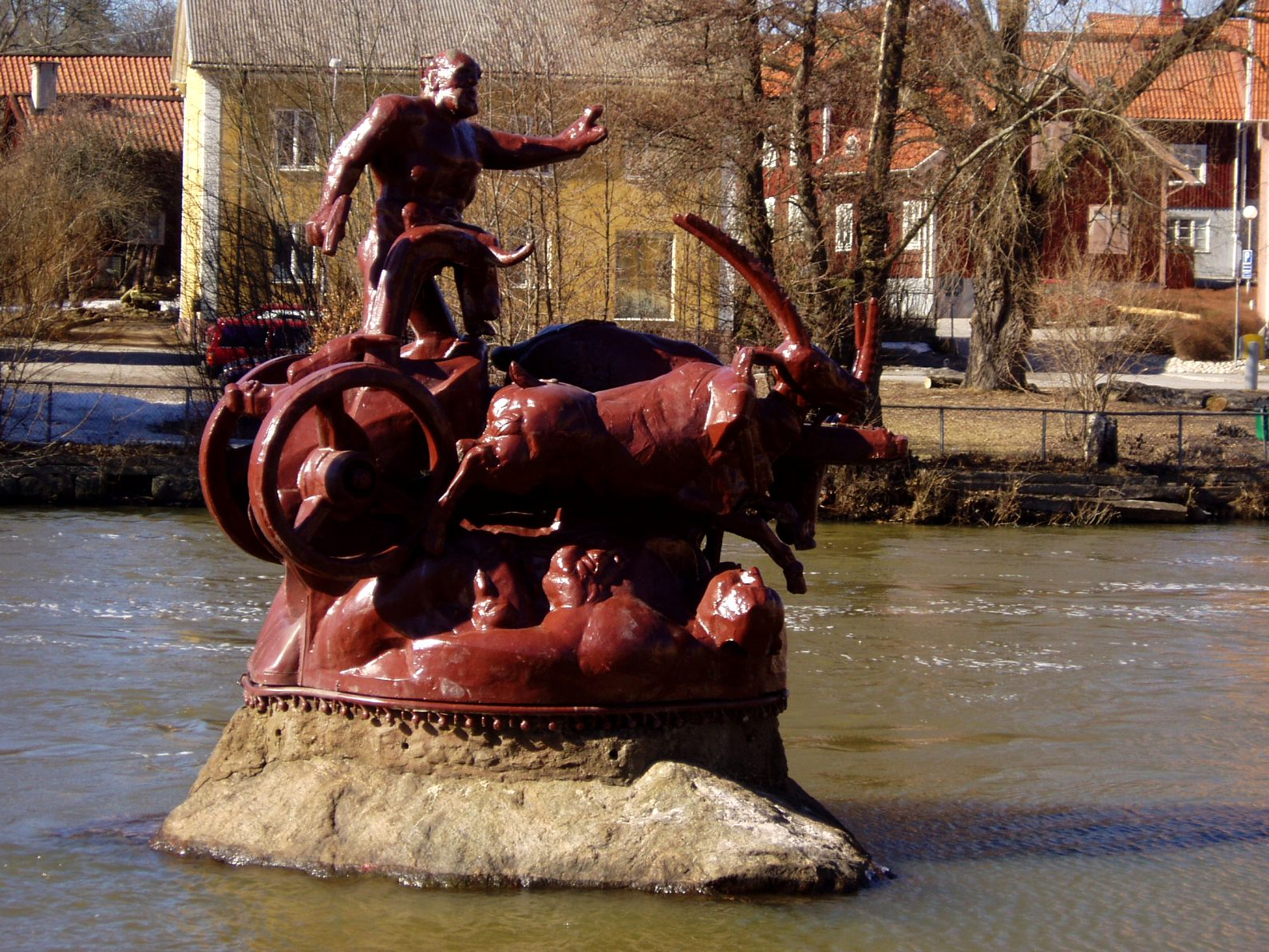
Tors bockar i Torshällaån
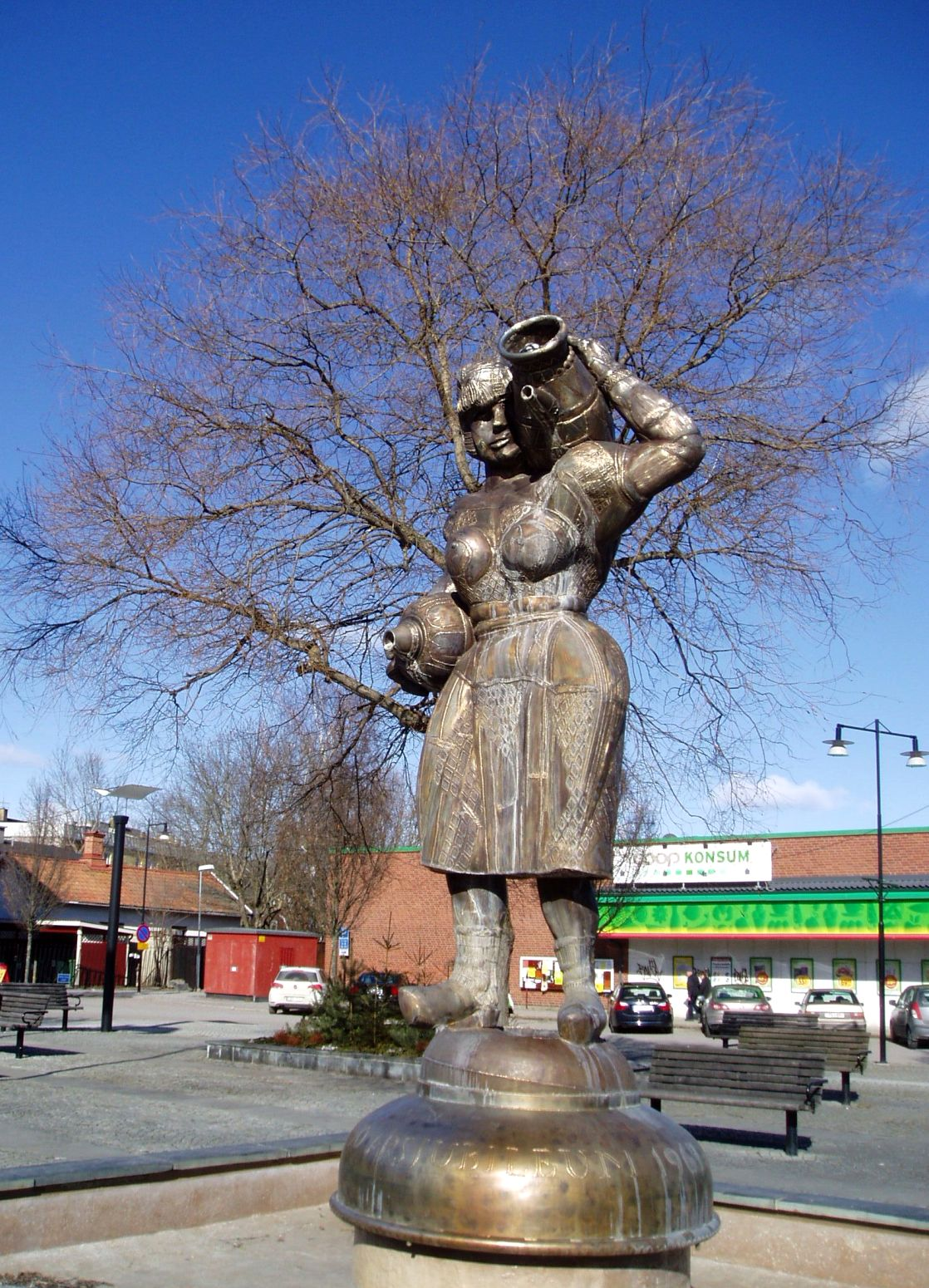
Vattenbärerskan i Torshälla
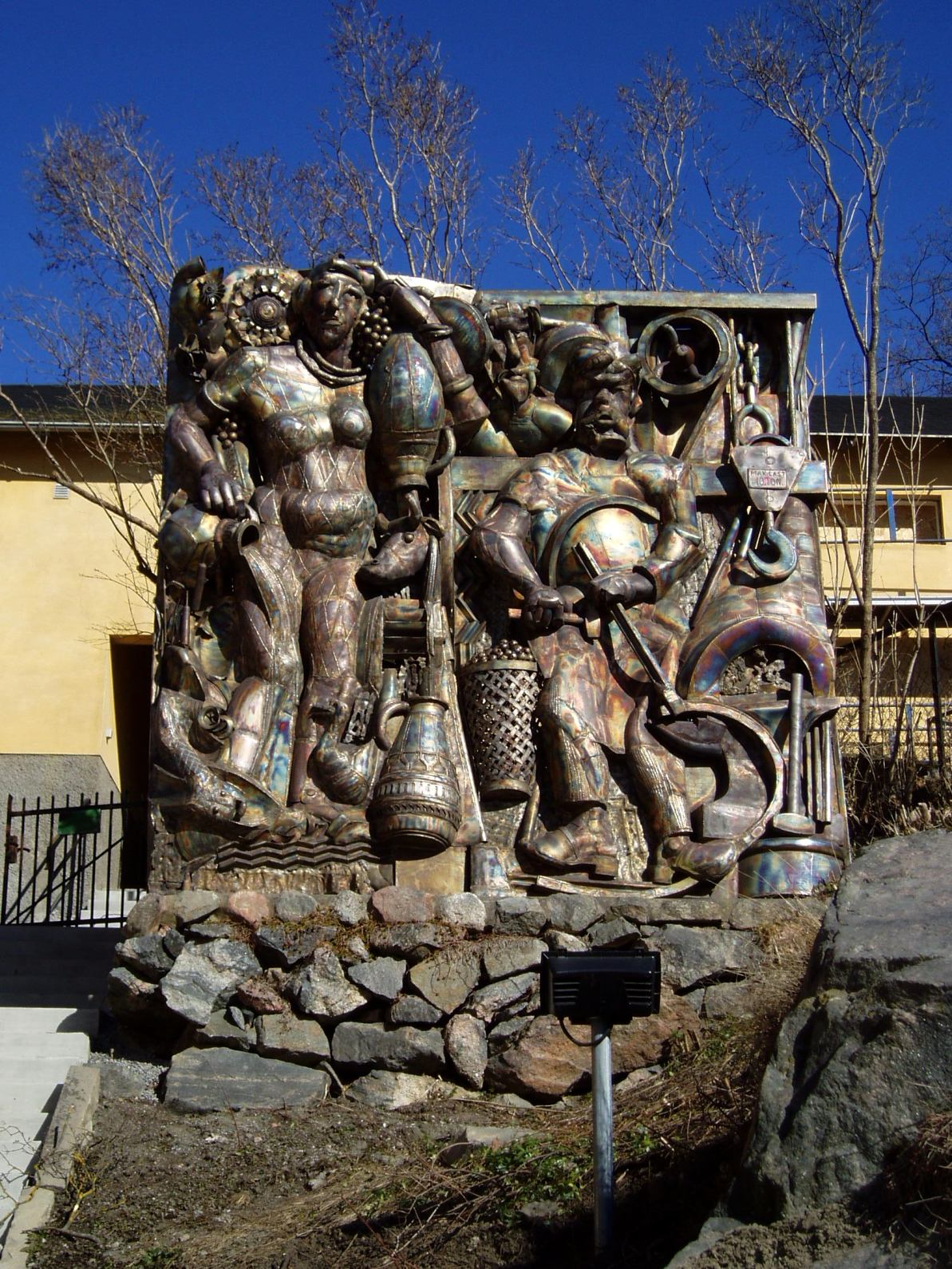
Järnhantverk och jordbruk  i Torshälla
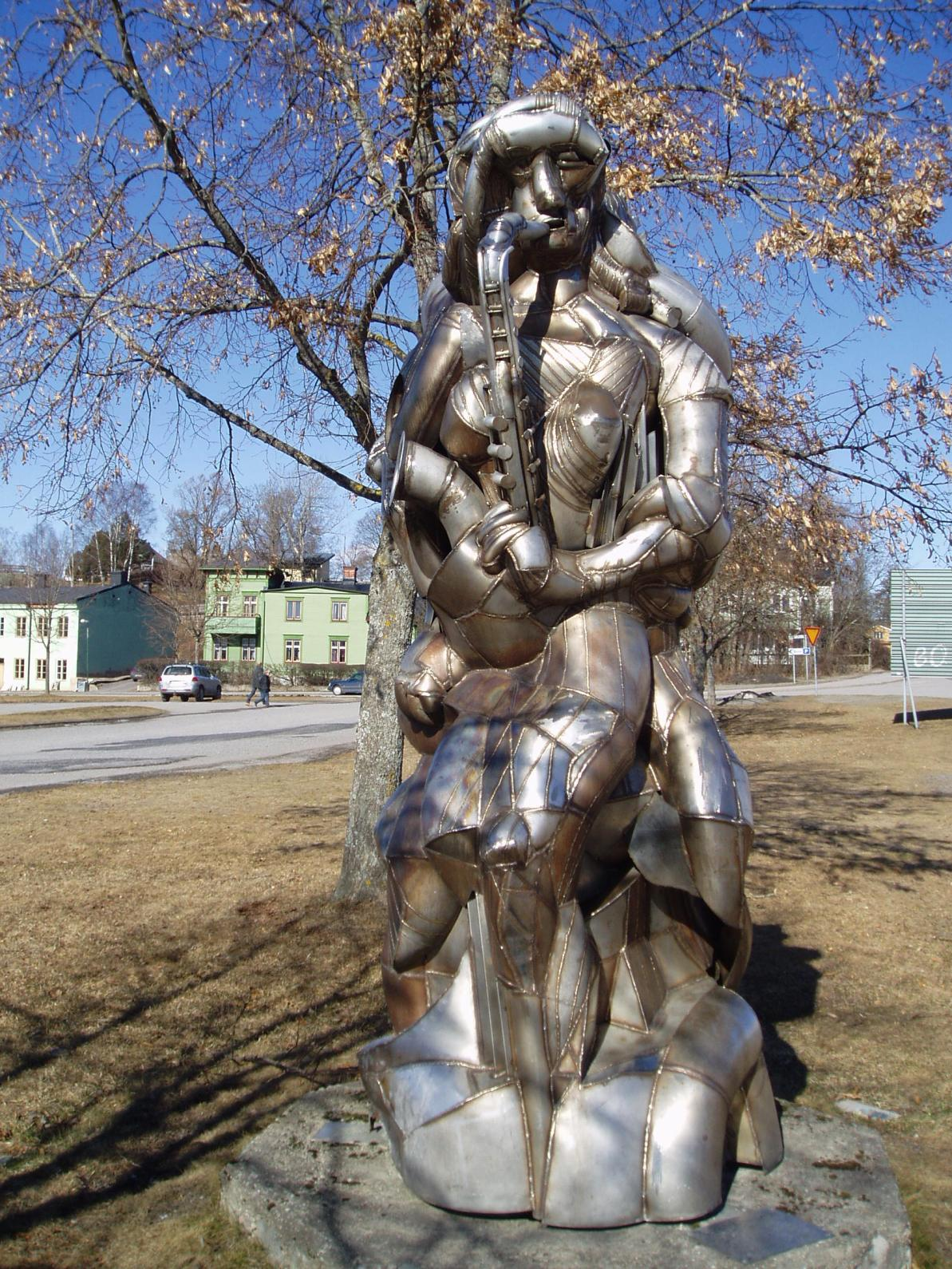
Saxofonisten  i Torshälla
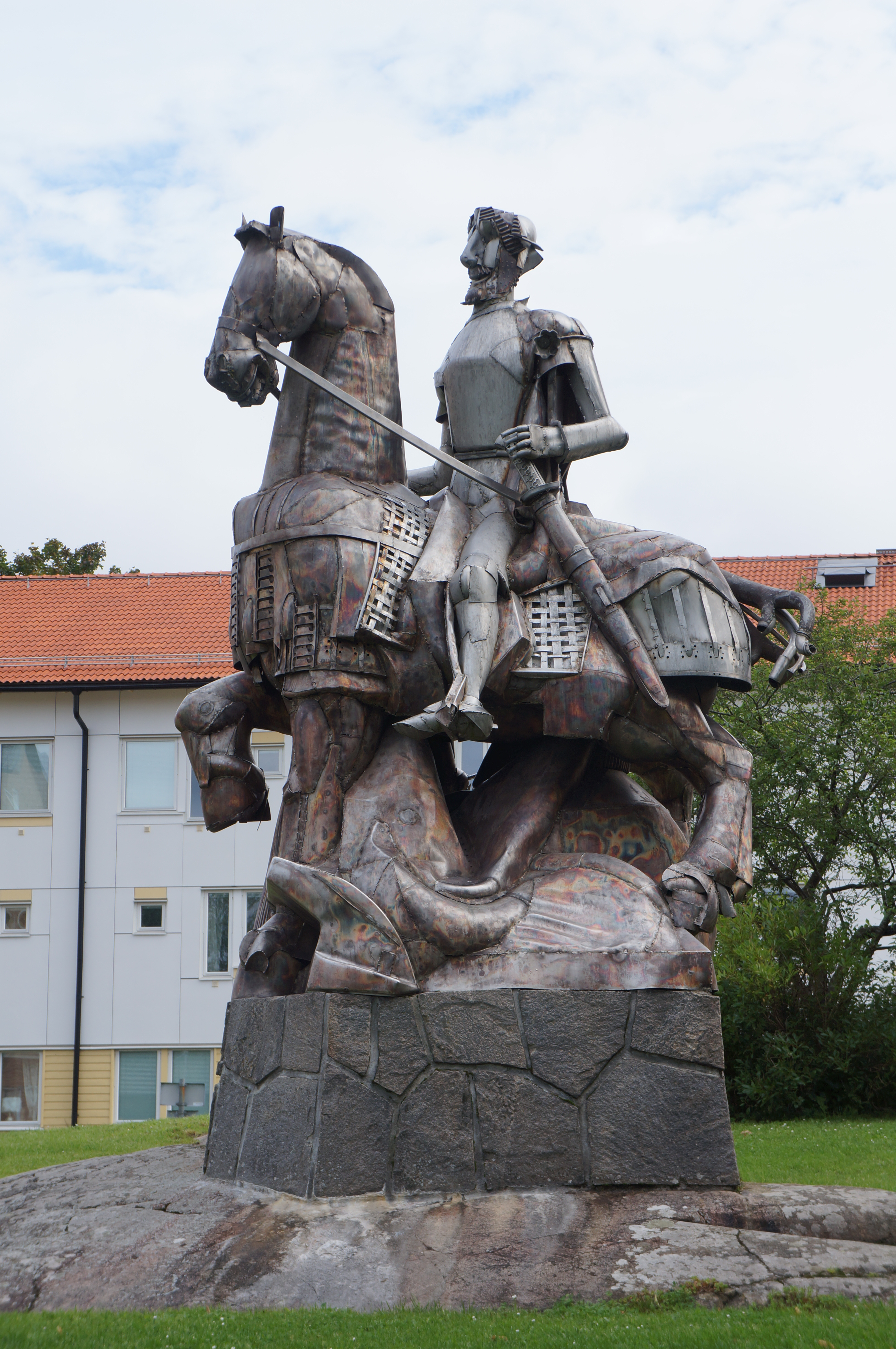
S:t Olof i studentbostadskvarteret Triangeln i Uppsala
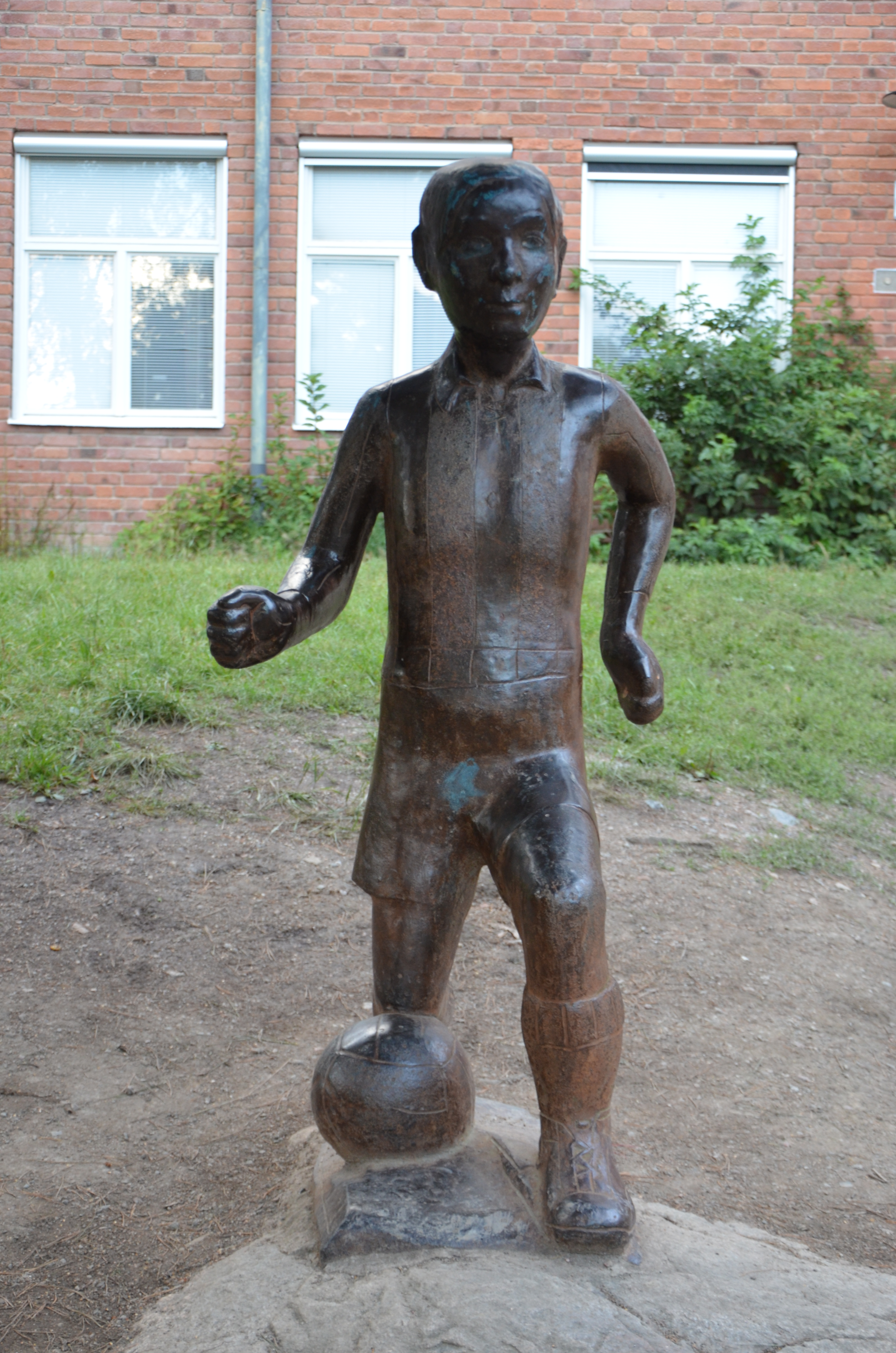
Fotbollsspelaren i Eskilstuna
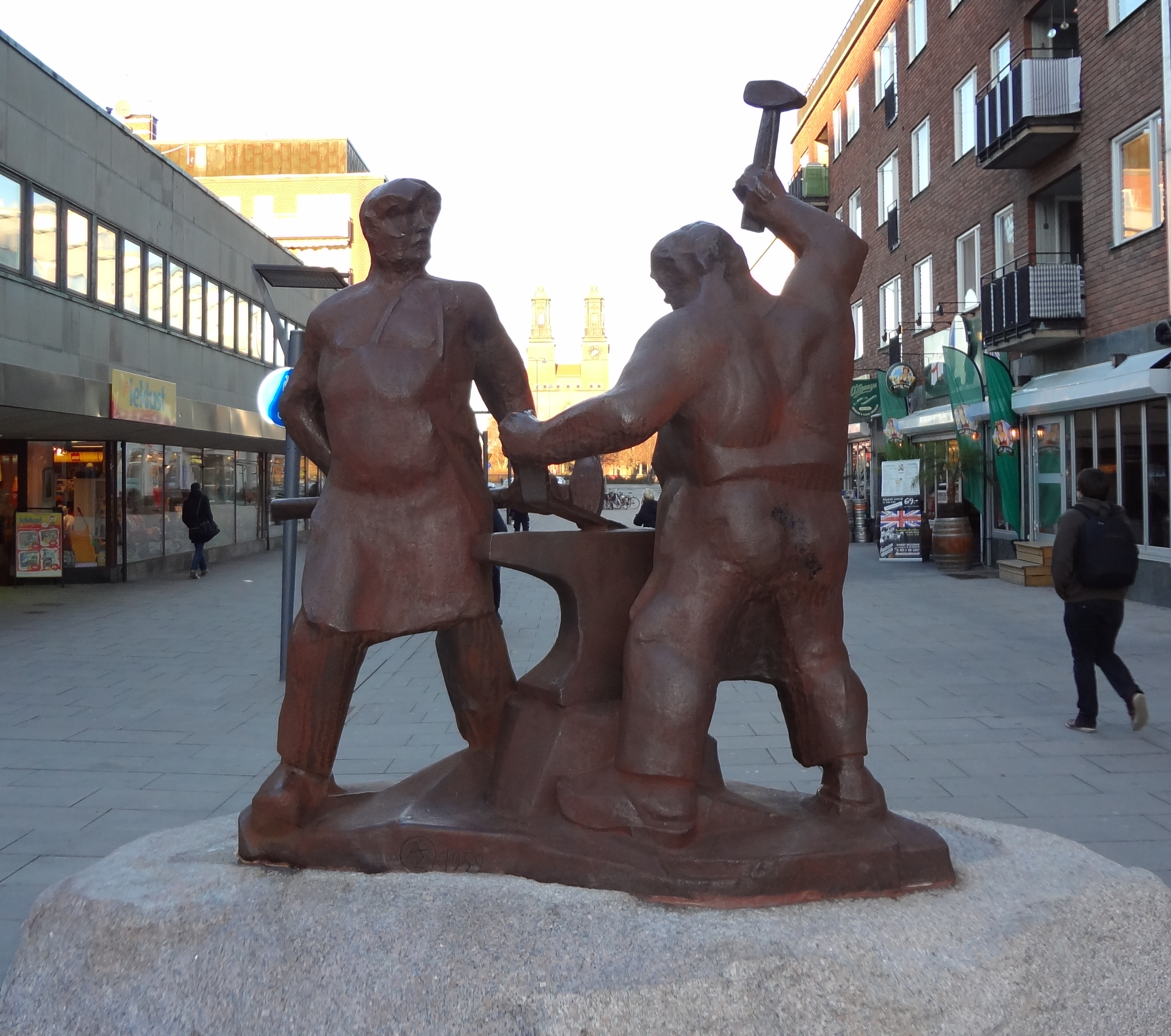
Smederna vid Fristadstorget i Eskilstuna